# Burnus

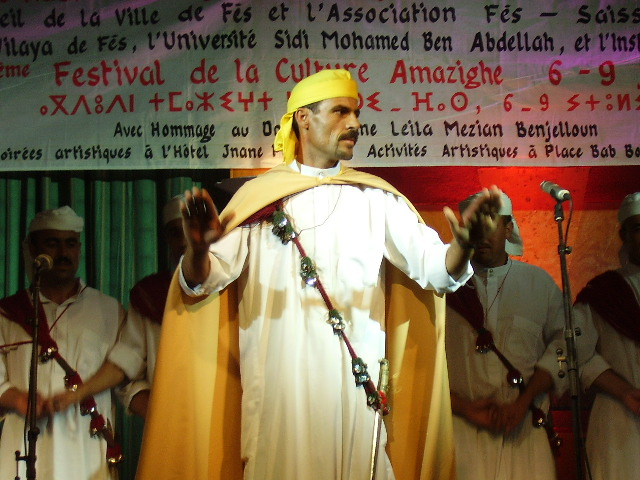
Burnus von vorne

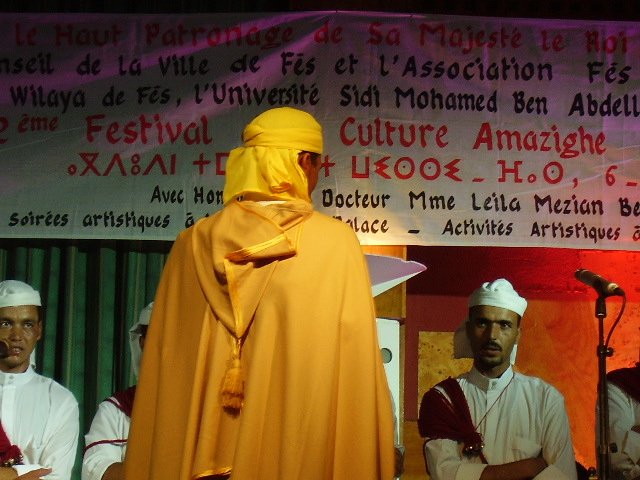
Burnus von hinten

Ein Burnus (arab. burnus, auch selham) ist der weite Kapuzenmantel der nordafrikanischen Männer (sowohl Beduinen als auch sesshafte Bauern). Ein Burnus hat üblicherweise keine Ärmel und wird vorn offen getragen.
Der Burnus wird über dem Unterzeug getragen. Seit dem napoleonischen Ägyptenfeldzug und der französischen Eroberung Algeriens 1830 lässt sich eine Entlehnung des Wortes in die europäischen Sprachen nachweisen.

## Geschichte
Ein aus grober Schafwolle vermischt mit Ziegenhaaren gewebter Burnus war ursprünglich ein wetterfester selbst- oder im dörflichen Umfeld gewebter einfacher Überwurf mit Kapuze für Schafhirten und Bauern; erst später entwickelte er sich auch zu einem – von städtischen Schneidern aus feingewebten Baumwoll- oder gar Seidenstoffen zusammengenähten – Gewand für festliche Anlässe aller Art.

## Sonstiges
Besonders in Oberösterreich wird das Wort auch heute noch als Bezeichnung für Mäntel und Jacken gebraucht.